# New York City Department of Sanitation
Le New York City Department of Sanitation, abrégé DSNY, est le département municipal de la ville de New York responsable de l'assainissement. A ce titre, il est chargé de la collecte des ordures ménagères, de celle des recyclables, du nettoyage et du déneigement des rues, de la suppression des graffitis.

## Histoire
Avant 1881, le nettoyage des rues était assuré par un bureau qui fonctionnait sous l'égide du service de police de la ville. Les rues étaient sales, remplies de boue, d’ordures, de cendres, d’urine et de fumier de cheval. Le 29 mai 1881, tous les livres et documents du bureau furent transférés du quartier général de la police en prévision de l'adoption d'une loi créant une nouvelle structure administrative et un département du nettoyage des rues distinct. Le lendemain, le projet de loi portant création du Department of Street Cleaning (département du nettoyage des rues) a été signé par le gouverneur de New York, Alonzo B. Cornell (en).
Henry H. Gorringe, à qui le maire William R. Grace avait demandé de devenir le premier commissaire de cette nouvelle structure a décliné le poste car il espérait un projet de loi différent. Il déclaré qu'il s'agissait d'une « illusion et d'un piège du début à la fin » car il aurait été sous l'autorité du mairie, du conseil d'estimation et de répartition, du conseil de santé, du conseil de police et du département de nettoyage des rues », ce dernier ayant le pouvoir le moins efficace. Ce fut James S. Coleman qui devint le premier commissaire à occuper ce poste, et cela pendant huit ans,,.
En 1894, le colonel George E. Waring, Jr. devint commissaire, et on lui attribua le mérite d'avoir nettoyé en grande partie les rues, ainsi que d'avoir été un pionnier du recyclage, du balayage des rues et de la création d'une force de nettoyage et de collecte en uniforme. En 1929, le nom du département a été changé en Department of Sanitation.
En 1980, la ville obtient le droit de réduire l'équipage des camions poubelle de trois à deux personnes
. En 1986, les deux premières femmes intègrent le département. Au début, elles étaient affectées au balayage des rues et ont pu monter à bord des camions l'année suivante.
En 2003, le maire Michael Bloomberg a licencié 515 agents d'assainissement tout en cherchant à « augmenter la durée des trajets des camions d'assainissement : plus de déchets par camion réduiraient les coûts »,. En 2009 la ville a introduit l'utilisation de véhicules de collecte hybrides-électriques.
En 2015, le Département comptait plus de 9 700 employés, a traité plus de 3,2 millions de tonnes de déchets et en a recyclé plus de 600 000 tonnes.
Kathryn Garcia, la commissaire à l'assainissement, a démissionné en septembre 2020 car elle envisageait de se présenter à la mairie de New York. Dans sa lettre de démission, elle a critiqué ce qu'elle a qualifié de coupes budgétaires « inadmissibles » de 100 millions de dollars du maire Bill de Blasio,,. Ces coupes budgétaires ont, entre autres, forcé à réduire de 60 % les collectes dans les poubelles publiques,.

### Attentats du 11 septembre 2001
Après les attentats terroristes du 11 septembre contre le World Trade Center, environ 3 700 employés du secteur sanitaire ont participé au nettoyage, à l'enlèvement et au traitement des débris à Ground zero et à la décharge de Fresh Kills, ainsi que sur d'autres sites de la ville. 1 500 salariés ont été déployés dans les premières 24 heures, ainsi que plus de 150 engins lourds. Ils ont travaillé à Ground zero pendant 39 semaines et ont traité jusqu'à 17 500 tonnes de matériaux par jour à la décharge de Fresh Kills. Ceci, en coordination avec d'autres ministères et agences, a permis l'identification de plus de 300 victimes.
Bien qu'aucun employé du DSNY ne soit décédé à la suite des attaques, au cours des 20 années qui ont suivi, environ 100 membres du personnel sont morts des suites de conditions liées à leur service.
Pour commémorer le 20e anniversaire du 11 septembre, la Sanitation Foundation a lancé une exposition en ligne détaillant « l'histoire incroyable – et largement méconnue – du rôle vital que le DSNY a joué dans les efforts de sauvetage et de récupération après les attentats terroristes du 11 septembre 2001 ».

## Organisation

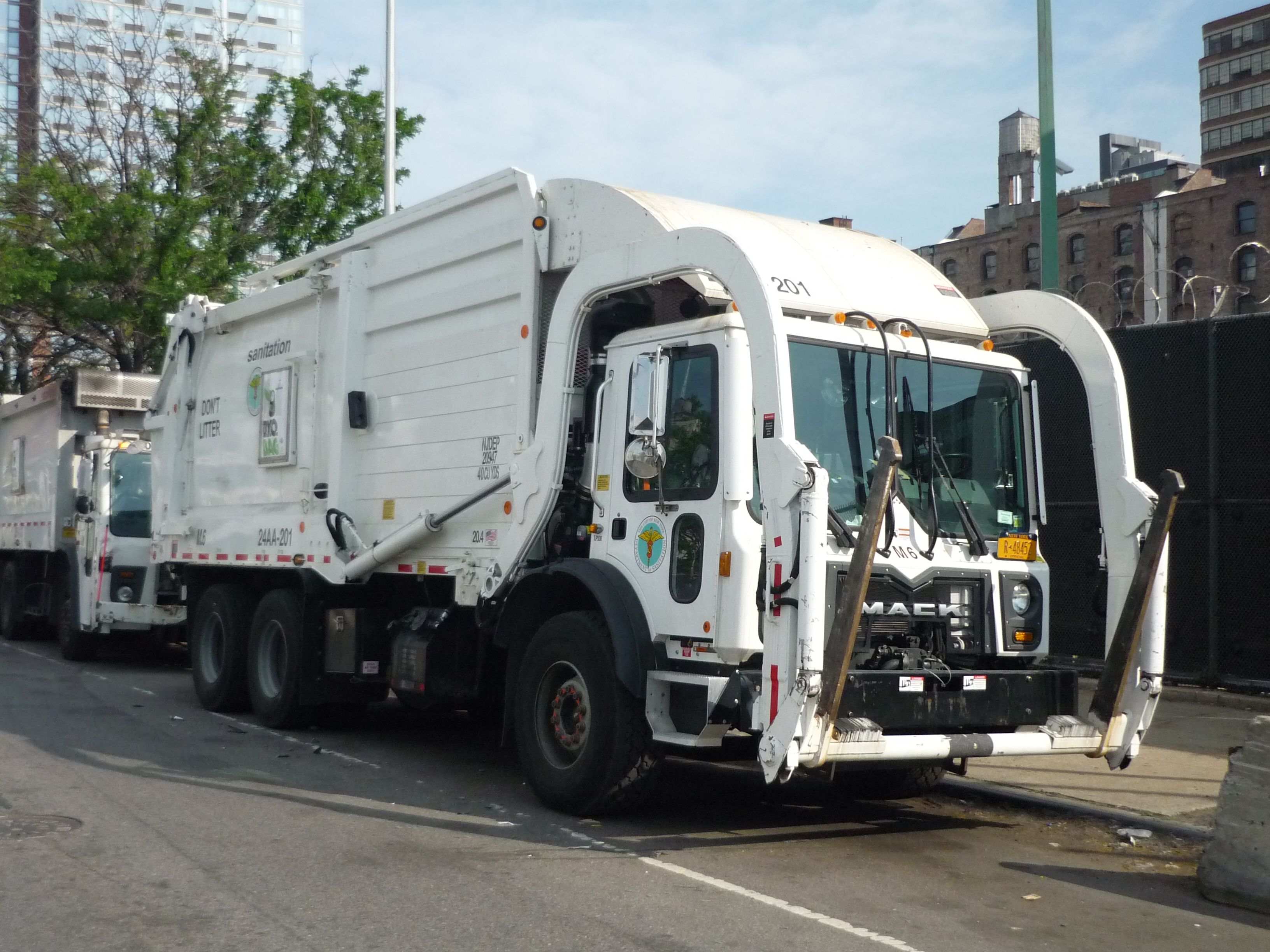
Une benne à ordures du DSNY.

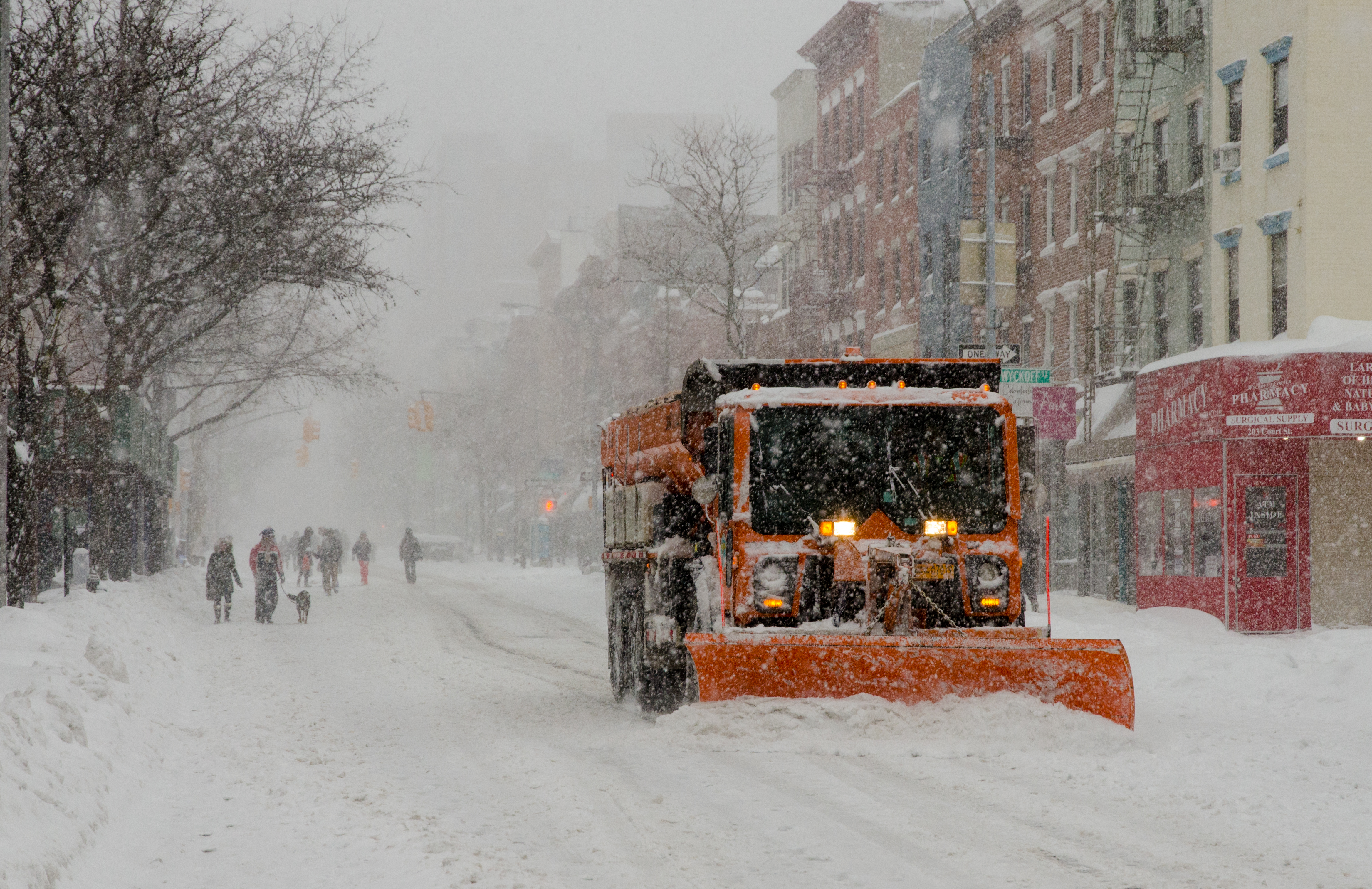
Une déneigeuse / saleuse en action à Brooklyn en 2016.

Le Département de l'assainissement de la ville de New York est le plus grand service d'assainissement au monde, avec 7 201 agents d'assainissement et superviseurs en uniforme, 2 041 employés civils, 2 230 camions de collecte générale, 275 camions de collecte spécialisés, 450 balayeuses de rue, 365 chasse-neige, 298 chargeuses frontales, et 2 360 véhicules de soutien. Il traite plus de 10 700 tonnes de déchets et de matières recyclables résidentielles et institutionnelles par jour.
Il est organisé en plusieurs entités.

### Bureau du nettoyage et de la collecte
Le Bureau du nettoyage et de la collecte (Bureau of Cleaning and Collection, BCC) est responsable de la collecte des déchets, de leur recyclage, du nettoyage des rues et terrains vagues et du déneigement des rues. Le BCC affecte du personnel et de l'équipement aux itinéraires standard tout en conservant une réserve hebdomadaire de personnel pour lutter contre les déchets et les déversements illégaux.
- Le bureau de nettoyage supervise l'enlèvement des détritus et des débris des rues de la ville, collecte les matériaux à recycler et les déchets dans les poubelles publiques et s'occupe également de l'enlèvement des véhicules abandonnés.
- Le bureau de collecte supervise les services réguliers de recyclage et de collecte des ordures destinés aux ménages résidentiels, aux écoles publiques, aux bâtiments publics et à de nombreuses grandes institutions de la ville.

### Bureau de gestion des déchets solides
Le Bureau de gestion des déchets solides (Solid Waste Management, SWM) est responsable de l'élimination de tous les déchets municipaux solides et recyclables gérés par le DSNY. Il gère les contrats d'exportation et ceux entre le DSNY et des fournisseurs privés qui exploitent des installations municipales d'élimination des déchets solides, y compris des stations de transfert et des usines de valorisation énergétique des déchets. Le DSNY possède également des stations de transfert détenues et exploitées par la ville.
Le SWM était également chargé de la gestion de l'immense décharge de Fresh Kills, de 890 hectares, aujourd'hui fermée.

### Bureau des technologies de l'information
Le Bureau des technologies de l'information (Bureau of Information Technology, BIT) gère tous les aspects de l'informatique et de la technologie pour le DSNY, y compris les réseaux, les bases de données, les logiciels, les appareils et le support technique.

### Bureau des opérations
Le Bureau des opérations (Bureau Operations Office, BOO) est le principal centre de communication du DSNY, gérant les communications inter-agences et intra-agences. Pour garantir des communications efficaces, la salle radio maintient et surveille les communications radio dans toute la ville, la réparation, les mises à niveau, la maintenance et l'inventaire des équipements.
Le Bureau supervise toutes les installations du DSNY, administre le budget des dépenses et contrôle les stocks de carburant et de lubrifiants, ainsi que les outils et fournitures destinés à une utilisation dans toute la ville. Il planifie et dirige également les opérations de déneigement à l'échelle de la ville, y compris les plans de dotation en personnel, l'entretien du parc d'équipement de déneigement et le maintien d'un inventaire de sel et de chlorure de calcium pour couvrir les besoins de la saison de neige.
L'unité d'équipement et d'installations du Bureau travaille en étroite collaboration avec les services de soutien pour garantir que les installations du DSNY bénéficient d'une surveillance, de réparations, de rénovations et d'interventions d'urgence constantes.

### Division de gestion des opérations
La Division de gestion des opérations (Operations Management Division, OMD) fournit un examen et une analyse statistiques pour évaluer les performances managériales et opérationnelles du DSNY, y compris, plus récemment, un examen complet et un redéveloppement radical de la méthodologie utilisée pour les opérations de déneigement à l'échelle de la ville. La division fournit des résultats de performance au personnel de direction, aux gestionnaires de terrain et au public, afin de donner un aperçu de la performance organisationnelle et d'aider à évaluer les initiatives futures.
Elle élabore également tous les formulaires et assure les services de reprographie.

### Division de la gestion du personnel
La Division de la gestion du personnel (Personnel Management Division, PMD) coordonne avec les ressources humaines les actions personnelles liées aux employés, telles que le processus d'embauche de nouveaux agents d'assainissement, les promotions, les rétrogradations, les évaluations des employés, les questions disciplinaires, la séparation des services et les difficultés des employés.

### Division of Safety and Training (DST)
La Division de la sécurité et de la formation est responsable de toutes les formations administratives et opérationnelles afin de garantir que les employés du DSNY possèdent les connaissances et les compétences nécessaires pour effectuer leur travail en toute sécurité et efficacement dans un lieu de travail sans danger. Il a également compétence pour faire appliquer les lois, règles et réglementations fédérales, étatiques, municipales et départementales relatives à la conduite sécuritaire des véhicules à moteur et aux procédures de travail, à l'entretien des bâtiments et aux exigences en matière de permis de conduire.

### Bureau of Motor Equipment (BME)
Le Bureau of Motor Equipment fournit une gamme complète de fonctions liées à la flotte de véhicules, telles que la conception, la recherche et le développement, l'approvisionnement, la maintenance, la réparation et finalement l'élimination des véhicules du DSNY. Toutes ces fonctions sont assurées par quatre divisions opérationnelles principales.

### Bureau of Building Maintenance (BMM)
Le Bureau de maintenance immobilière est responsable de l'entretien des garages, des stations de transfert, des ateliers de réparation et des immeubles de bureaux dans les cinq arrondissements. Le bureau emploie des charpentiers, des plombiers, des électriciens et d'autres métiers spécialisés qui assurent l'entretien de routine, la réhabilitation des installations et les réparations d'urgence. Le Bureau travaille également avec le Département des services administratifs de la ville pour obtenir des financements pour des programmes de réduction d'énergie et pour atteindre les objectifs en matière d'émissions de dioxyde de carbone.

### Division de l'application des lois

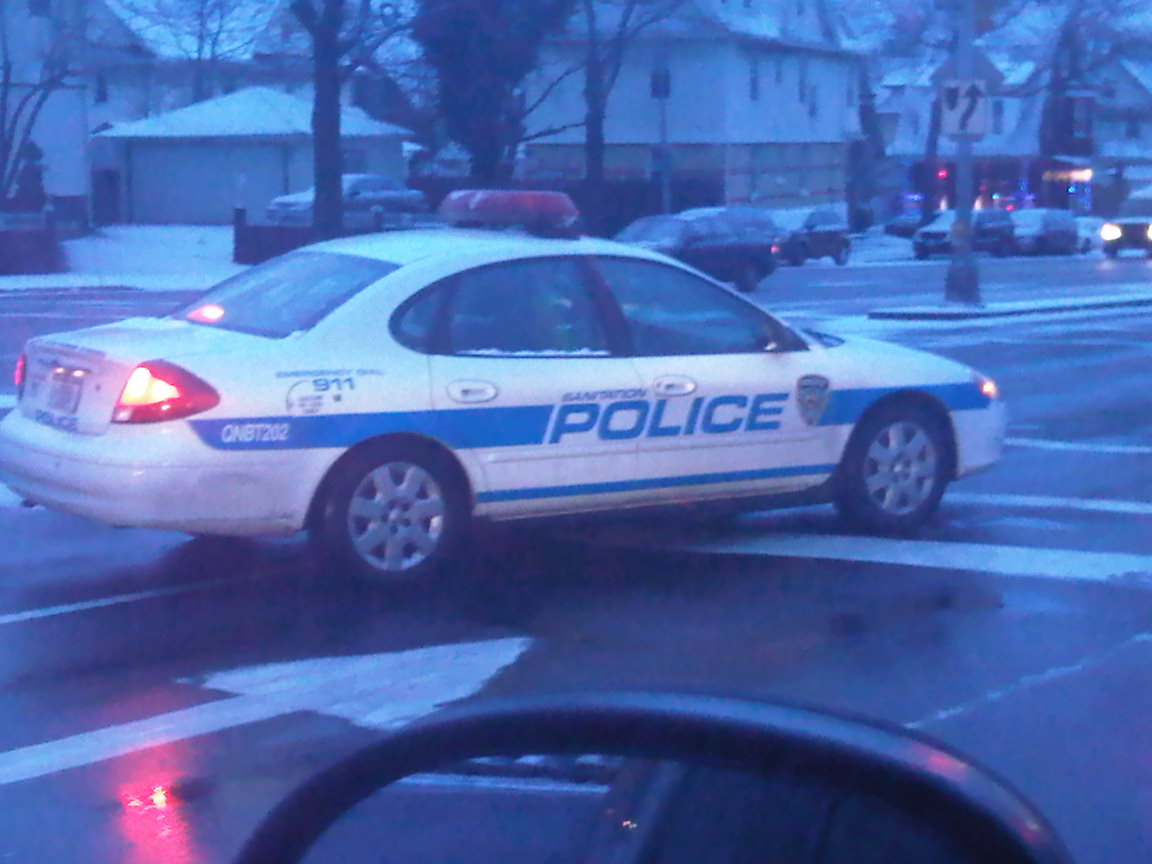
Un véhicule de la police sanitaire

La Division de l'application des lois (Law Enforcement Division) s'assure du respect des lois administratives, de recyclage et de santé régissant le maintien de rues propres, le dépôt et le déversement illégaux, le vol de matières recyclables, ainsi que le stockage et l'élimination appropriés du recyclage et des déchets par les résidents et les entreprises.
Les agents chargés de l'application des lois sur l'assainissement sont des patrouilleurs spéciaux de New York agréés et armés dans le cadre de leurs fonctions spéciales. Une telle désignation confère à l'employé des pouvoirs limités d'agent de la paix de l'État de New York ; ils disposent ainsi de pouvoirs d'arrestation limités en relation avec leurs fonctions spécialisées. L'unité canine patrouille dans toute la ville et constate les infractions telles que les chiens sans laisse, les dépôt d'ordures et le défaut d'élimination des déchets canins et des liquides nocifs.

### Environmental Enforcement and the Permit Inspection Unit
La principale responsabilité de l'Unité d'inspection des permis est l'application de la loi locale 40, régissant les processus de permis et d'inspection des stations de transfert de déchets solides et des opérations de matériaux de remplissage au sein de la ville. Les agents de la police de l'environnement effectuent des contrôles réguliers pour s'assurer du respect des règles et réglementations relatives à ces activités.

### Bureau des affaires juridiques
Le Bureau des affaires juridiques (Legal Affairs) est le service juridique interne du DSNY qui fournit des conseils juridiques, des conseils et une assistance aux autres bureaux dans le cadre de l'attribution et de la gestion des contrats, de la rédaction et de l'application des lois et règlements, de la réglementation des stations de transfert de déchets solides et de la collaboration avec d'autres ministères et agences gouvernementaux.

## Les districts d'assainissement
La ville de New York est divisée en 7 zones opérationnelles (Bronx, Brooklyn North, Brooklyn South, Manhattan, Queens West, Queens East et Staten Island) qui sont elles-mêmes divisées en 59 districts d'assainissement.

### Bronx
| District | Adresse                | Quartiers rattachés |
| -------- | ---------------------- | --- |
| Bronx 1  | 680 East 132nd Street  | Mott Haven, Port Morris et Melrose |
| Bronx 2  | 650 Casanova Street    | Hunts Point, Longwood et Morrisania |
| Bronx 3  | 680 East 132nd Street  | Crotona Park, Claremont Village, Concourse Village et Woodstock |
| Bronx 4  | 720 East 132 Street    | Highbridge, Concourse et Mount Eden |
| Bronx 5  | 1331 Cromwell Avenue   | Fordham, University Heights, Morris Heights, Bathgate et Mount Hope |
| Bronx 6  | 800 East 176 Street    | Belmont, West Farms, East Tremont et Bronx Park South |
| Bronx 7  | 423 West 215th Street  | Jerome Park, Bedford Park et Kingsbridge Heights |
| Bronx 8  | 800 East 176 Street    | Fieldston, Kingsbridge, Marble Hill, Riverdale, Spuyten Duyvil et Van Cortlandt Village                                                                                               |
| Bronx 9  | 850 Zerega Avenue      | Parkchester, Unionport, Soundview, Castle Hill, Bruckner, Harding Park, Bronx River et Clason Point                                                                                   |
| Bronx 10 | 850 Zerega Avenue      | Co-op City, City Island, Spencer Estates, Throggs Neck, Country Club, Zerega, Westchester Square, Pelham Bay, Eastchester Bay, Schuylerville, Edgewater, Locust Point et Silver Beach |
| Bronx 11 | 800 Zerega Avenue      | Allerton, Bronx Park East, Eastchester Gardens, Indian Village, Morris Park, Olinville, Parkside, Pelham Gardens, Pelham Parkway, Van Nest et Westchester Heights                     |
| Bronx 12 | 1635 East 233rd Street | Edenwald, Wakefield, Williamsbridge, Woodlawn, Fish Bay, Eastchester, Olinville et Baychester                                                                                         |

### Brooklyn

#### Brooklyn North
| District    | Adresse             | Quartiers rattachés                                                                                       |
| ----------- | ------------------- | --- |
| Brooklyn 1  | 161 Varick Avenue   | Williamsburg et Greenpoint                                                                                |
| Brooklyn 2  | 465 Hamilton Avenue | Brooklyn Heights, Fulton Mall, Boerum Hill, Fort Greene, Brooklyn Navy Yard, Fulton Ferry et Clinton Hill |
| Brooklyn 3  | 525 Johnson Avenue  | Bedford-Stuyvesant, Stuyvesant Heights et Ocean Hill                                                      |
| Brooklyn 4  | 161 Varick Avenue   | Bushwick                                                                                                  |
| Brooklyn 5  | 606 Milford Street  | East New York, Cypress Hills, Highland Park, New Lots, City Line, Spring Creek et Starrett City           |
| Brooklyn 8  | 1755 Pacific Street | Crown Heights, Prospect Heights et Weeksville                                                             |
| Brooklyn 9  | 690 New York Avenue | Crown Heights, Prospect Lefferts Gardens et Wingate                                                       |
| Brooklyn 16 | 922 Georgia Avenue  | Brownsville et Ocean Hill                                                                                 |
| Brooklyn 17 | 105-02 Avenue D     | East Flatbush, Remsen Village, Farragut, Rugby, Erasmus et Ditmas Village                                 |

#### Brooklyn South
| District    | Adresse              | Quartiers rattachés |
| ----------- | -------------------- | --- |
| Brooklyn 6  | 127 2nd Avenue       | Red Hook, Carroll Gardens, Park Slope, Gowanus et Cobble Hill                                                                |
| Brooklyn 7  | 5100 1st Avenue      | Sunset Park et Windsor Terrace                                                                                               |
| Brooklyn 10 | 5100 1st Avenue      | Bay Ridge, Dyker Heights et Fort Hamilton                                                                                    |
| Brooklyn 11 | 1824 Shore Parkway   | Bath Beach, Gravesend, Mapleton et Bensonhurst                                                                               |
| Brooklyn 12 | 5602 19th Avenue     | Borough Park, Kensington, Ocean Parkway et Midwood                                                                           |
| Brooklyn 13 | 2012 Neptune Avenue  | Coney Island, Brighton Beach, Bensonhurst, Gravesend et Seagate                                                              |
| Brooklyn 14 | 1397 Ralph Avenue    | Flatbush, Midwood, Kensington et Ocean Parkway                                                                               |
| Brooklyn 15 | 2501 Knapp Street    | Sheepshead Bay, Manhattan Beach, Kings Bay, Gerritsen Beach, Kings Highway, East Gravesend, Madison, Homecrest et Plum Beach |
| Brooklyn 18 | 105-01 Foster Avenue | Canarsie, Bergen Beach, Mill Basin, Flatlands, Marine Park, Georgetown et Mill Island                                        |

### Manhattan

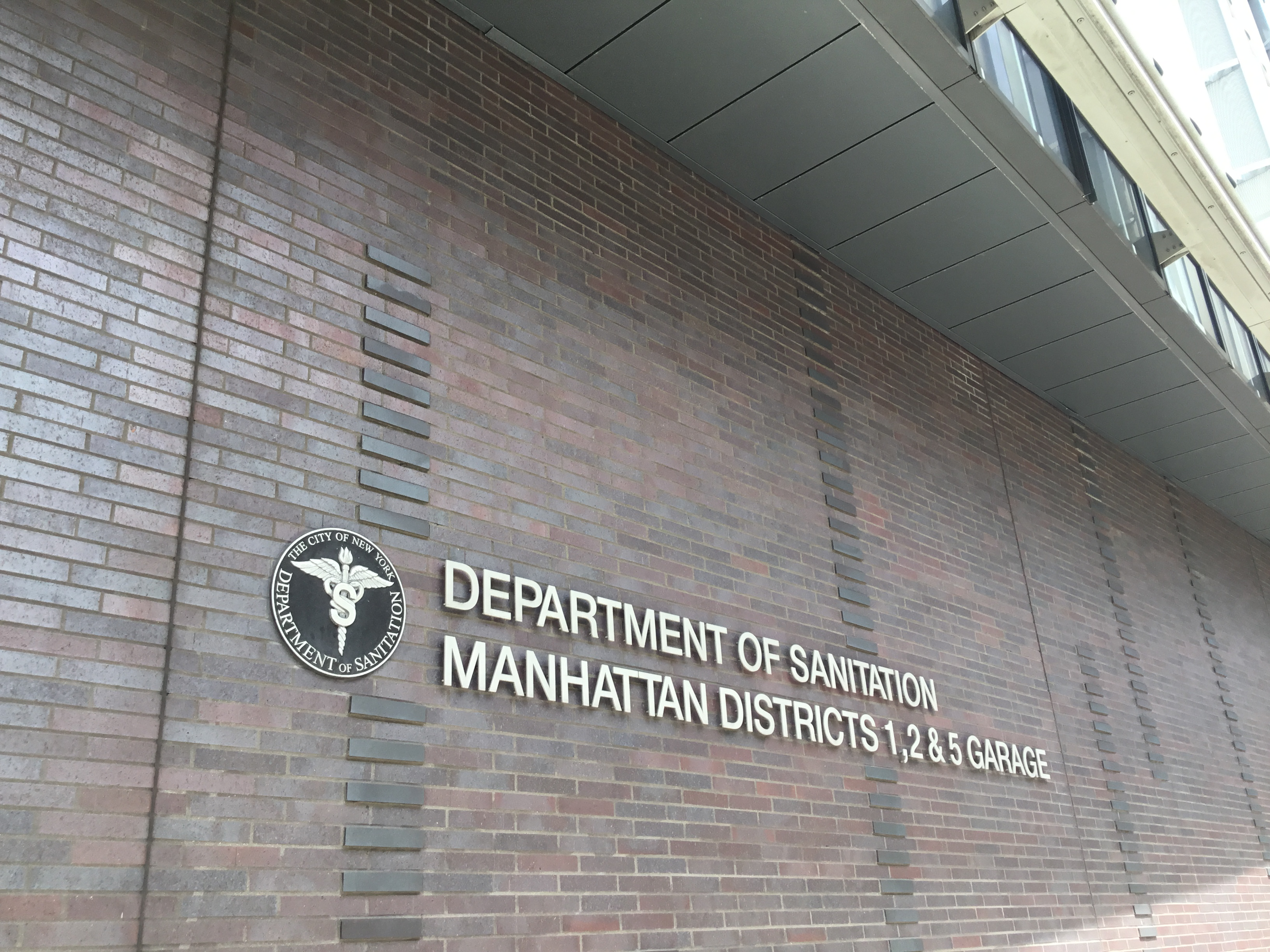
Siège des districts de Manhattan 1, 2 et 5 au 353 Spring Street

| District     | Adresse               | Quartiers rattachés                                                                                                |
| ------------ | --------------------- | --- |
| Manhattan 1  | 353 Spring Street     | Tribeca, Financial District et Battery Park City                                                                   |
| Manhattan 2  | 353 Spring Street     | Greenwich Village, West Village, NoHo, SoHo, Lower East Side, Chinatown et Little Italy                            |
| Manhattan 3  | 353 Spring Street     | Tompkins Square, East Village, Lower East Side, Chinatown et Two Bridges                                           |
| Manhattan 4  | 650 West 57th Street  | Clinton et Chelsea                                                                                                 |
| Manhattan 5  | 353 Spring Street     | Midtown |
| Manhattan 6  | South Street, Pier 36 | Stuyvesant Town–Peter Cooper Village, Tudor City, Turtle Bay, Murray Hill, Gramercy Park, Kips Bay et Sutton Place |
| Manhattan 7  | 650 West 57th Street  | Manhattan Valley, Upper West Side et Lincoln Square                                                                |
| Manhattan 8  | 4036 9th Avenue       | Upper East Side, Lenox Hill, Yorkville et Roosevelt Island                                                         |
| Manhattan 9  | 125 East 149th Street | Hamilton Heights, Manhattanville, Morningside Heights et West Harlem                                               |
| Manhattan 10 | 110 East 131st Street | Harlem |
| Manhattan 11 | 343 East 99th Street  | East Harlem |
| Manhattan 12 | 301 West 215th Street | Inwood et Washington Heights                                                                                       |

### Queens

#### Queens East

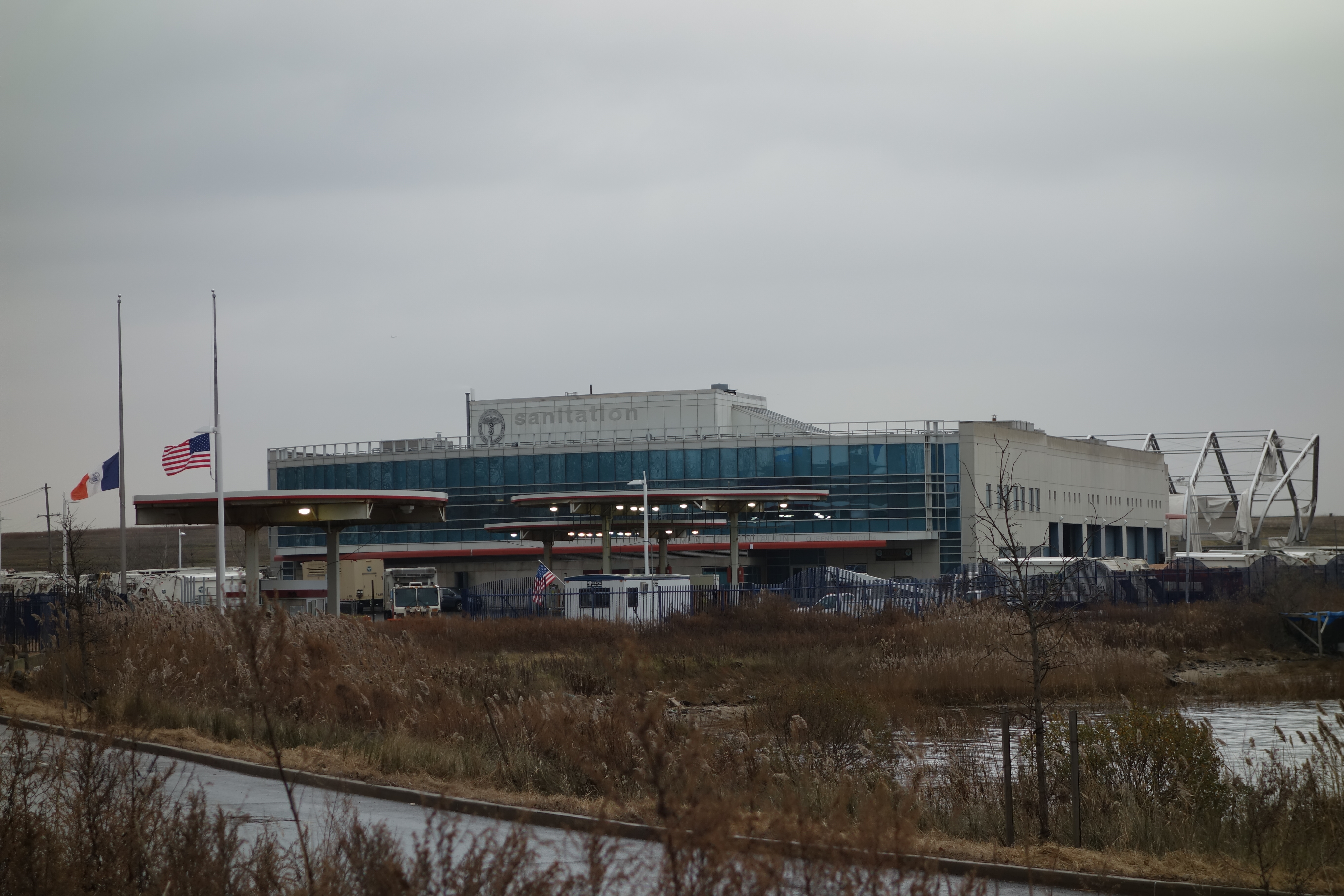
Siège du district du Queens 14 sur Almeda Avenue

| District  | Adresse                    | Quartiers rattachés |
| --------- | -------------------------- | --- |
| Queens 7  | 120-15 31st Avenue         | Flushing, Bay Terrace, College Point, Whitestone, Malba, Beechhurst, Queensboro Hill et Willets Point                                                   |
| Queens 8  | 130-23 150th Avenue        | Fresh Meadows, Cunningham Heights, Hilltop Village, Pomonok Houses, Jamaica Estates, Holliswood, Flushing South, Utopia, Kew Gardens Hills et Briarwood |
| Queens 10 | 130–23 150th Avenue        | Howard Beach, Ozone Park, South Ozone Park, Richmond Hill, Tudor Village et Lindenwood                                                                  |
| Queens 11 | 75-05 Winchester Boulevard | Bayside, Douglaston, Little Neck, Auburndale, East Flushing, Oakland Gardens et Hollis Hills                                                            |
| Queens 12 | 130-23 150th Avenue        | Jamaica, Hollis, St. Albans, Springfield Gardens, Baisley Park, Rochdale Village et South Jamaica                                                       |
| Queens 13 | 153-67 146th Avenue        | Queens Village, Glen Oaks, New Hyde Park, Bellerose, Cambria Heights, Laurelton, Rosedale, Floral Park et Brookville                                    |
| Queens 14 | 51-10 Almeda Avenue        | Breezy Point, Belle Harbor, Broad Channel, Neponsit, Arverne, Bayswater, Edgemere, Rockaway Park, Rockaway et Far Rockaway                              |

#### Queens West
| District  | Adresse                | Quartiers rattachés                                                                                         |
| --------- | ---------------------- | --- |
| Queens 1  | 34-28 21st Street      | Astoria, Old Astoria, Long Island City, Queensbridge, Ditmars, Ravenswood, Steinway, Garden Bay et Woodside |
| Queens 2  | 52-35 58th Street      | Long Island City, Woodside et Sunnyside                                                                     |
| Queens 3  | 52-35 58th Street      | Jackson Heights, East Elmhurst, North Corona et aéroport LaGuardia                                          |
| Queens 4  | 52-35 58th Street      | Corona, Corona Heights, Elmhurst et Newtown                                                                 |
| Queens 5  | 47-01 48th Street      | Ridgewood, Glendale, Middle Village, Maspeth et Liberty Park                                                |
| Queens 5A | 58-02 48th Street      | Maspeth |
| Queens 6  | 58-73 53rd Avenue      | Forest Hills et Rego Park                                                                                   |
| Queens 9  | 132-05 Atlantic Avenue | Richmond Hill, Woodhaven, Ozone Park et Kew Gardens                                                         |

### Staten Island
| District        | Adresse                | Quartiers rattachés |
| --------------- | ---------------------- | --- |
| Staten Island 1 | 539 Jersey Street      | Arlington, Castleton Corners, Clifton, Concord, Elm Park, Fort Wadsworth, Graniteville, Grymes Hill, Livingston, Mariners Harbor, Meiers Corners, New Brighton, Port Ivory, Port Richmond, Randall Manor, Rosebank, St. George, Shore Acres, Silver Lake, Stapleton, Sunnyside, Tompkinsville, West Brighton et Westerleigh |
| Staten Island 2 | 2500 Richmond Avenue   | Arrochar, Bloomfield, Bulls Head, Chelsea, Dongan Hills, Egbertville, Emerson Hill, Grant City, Grasmere, High Rock, Lighthouse Hill, Midland Beach, New Dorp, New Springville, Oakwood, Ocean Breeze, Old Town, Richmondtown, South Beach, Todt Hill et Travis                                                             |
| Staten Island 3 | 1000 West Service Road | Annadale, Arden Heights, Bay Terrace, Charleston, Eltingville, Great Kills, Greenridge, Huguenot, Pleasant Plains, Prince's Bay, Richmondtown, Richmond Valley, Rossville, Tottenville et Woodrow |